# Lemwerder
Lemwerder ist eine Gemeinde im niedersächsischen Landkreis Wesermarsch in Deutschland.

## Geographie

### Geographische Lage
Die Gemeinde Lemwerder liegt im Süden der Wesermarsch auf der linken Weserseite gegenüber dem Bremer Stadtteil Vegesack. Das heutige Gemeindegebiet ist Teil der historischen Landschaft Stedingen, die im Wesentlichen das Gebiet der Gemeinde Lemwerder und der Nachbargemeinde Berne umfasste.

### Nachbargemeinden
Die Gemeinde grenzt im Nordwesten an die Gemeinde Berne und im Nordosten sowie im Osten an die Weser. Im Südosten grenzt sie an das Land Bremen, im Süden an die kreisfreie Stadt Delmenhorst und im Südwesten an die Gemeinde Ganderkesee.

### Gemeindegliederung
Lemwerder besteht aus folgenden 19 Ortsteilen:
| - Altenesch - Bardewisch - Bardewischermoor - Barschlüte - Braake - Butzhausen - Deichshausen - Dunwarden - Dunwarderfelde - Hörspe | - Husum - Krögerdorf - Krögerdorfermoor - Lemwerder - Ochtum - Ritzenbüttel - Sannau - Süderbrook - Tecklenburg |

## Geschichte

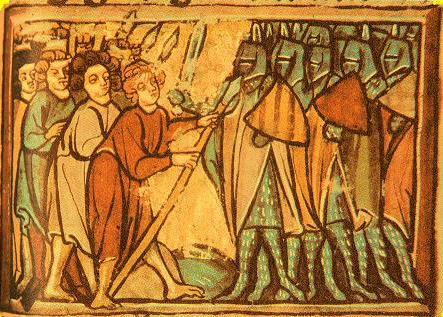
Die Schlacht bei Altenesch
(Miniatur in der Sächsischen Weltchronik, 13. Jhd.)

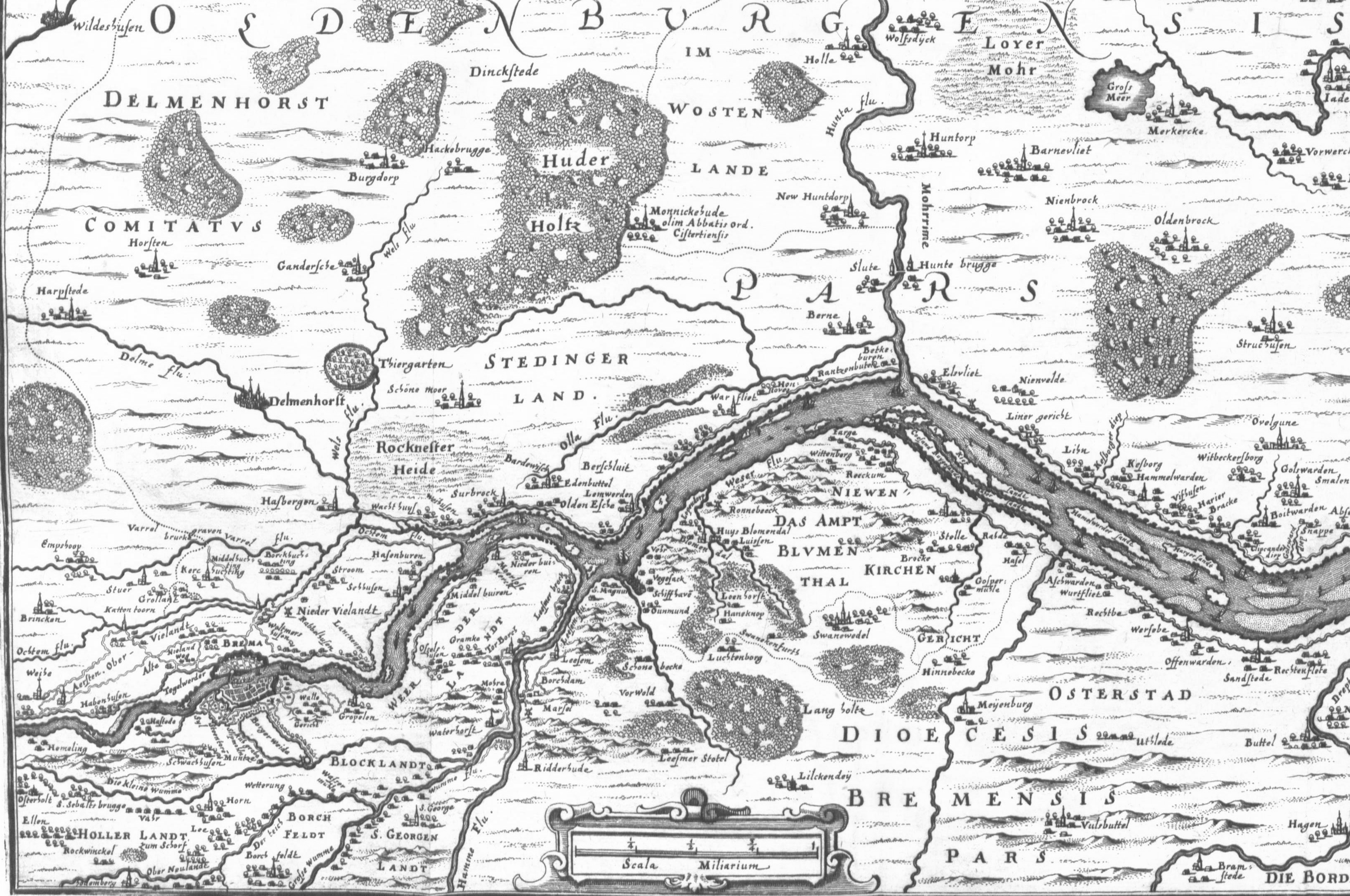
Nicht genordete Karte mit dem Stedinger Land

Die erste urkundliche Erwähnung bezieht sich auf 1063, als das noch unbesiedelte Gebiet Aldenabrock durch König Heinrich IV. in den Besitz der Kirche überging. Mit der Errichtung des Weserdeiches um 1100 begann die eigentliche Besiedlung des Landes am Gestade vorwiegend durch die Friesen – daher der Name Stedingen. Übermäßige Abgaben (Zehnt) waren Anlass zur Fehde mit dem Erzbischof von Bremen und führten zum Freiheitskampf der Stedinger Friesen. In der Schlacht bei Altenesch am 27. Mai 1234 wurden die Stedinger von einem überlegenen Kreuzfahrerheer mit Teilnehmern aus ganz Europa vernichtend geschlagen.
Lemwerder wie ganz Stedingen wurde von über 50 verheerenden Sturmfluten heimgesucht. Von einer dieser Naturkatastrophen zeugt die 1478 eingerissene Nobiskuhle im Ortsteil Braake. Aufgrund der Flutkatastrophe von 1962 wurden umfangreiche Hochwasserschutzmaßnahmen realisiert.
Seit dem Mittelalter besteht die Fährverbindung zwischen Lemwerder und Vegesack. Durch Vertrag zwischen Oldenburg und Bremen wurde 1576 bestimmt, dass die Bremer die Fähre behalten sollten.
Von 1500 bis 1862 stellte Lemwerder den weitaus größten Anteil aller Eismeermannschaften für den Robben- und Walfang. Die Nachfahren fanden Arbeit in den immer mehr wachsenden Boots- und Schiffswerften am Stedinger Deich.
Seit dem 19. Jahrhundert gliederte sich das Gebiet der heutigen Gemeinde Lemwerder in die Gemeinde Altenesch, die zum oldenburgischen Amt Delmenhorst gehörte und die Gemeinde Bardewisch, die zum oldenburgischen Amt Elsfleth gehörte. 1933 wurden Altenesch und Bardewisch mit den Gemeinden Berne, Neuenhuntorf und Warfleth zur Gemeinde Stedingen im Landkreis Wesermarsch zusammengeschlossen.
Später siedelten sich die noch heute bedeutsamen Industriebetriebe an. 1936 wurden die Weser-Flugzeugwerke gebaut. Die Entwicklung von Flugzeugen und das Einfliegen aller Serienmaschinen machten den Bau einer entsprechenden Start- und Landebahn notwendig. Die Aufwärtsentwicklung wurde unterbrochen durch den Zweiten Weltkrieg. Am 18. März und am 8. Oktober 1943 war Lemwerder von Flugzeugangriffen betroffen, die 52 Todesopfer und umfangreiche materielle Schäden verursachten (der Ortsteil Lemwerder-West wurde nahezu vollkommen zerstört).
Am 1. April 1948 wurde die Gemeinde Stedingen wieder aufgelöst und in die Gemeinden Altenesch und Berne geteilt. Bardewisch verblieb Teil der Gemeinde Altenesch. Die Siedlungsfläche der Gemeinde Altenesch wurde in der Zeit nach dem Zweiten Weltkrieg erheblich erweitert, zuerst bedingt durch die Aufnahme Heimatvertriebener, später durch den Zuzug von Neubürgern insbesondere aus dem benachbarten Bremen.
Der Gemeindename wurde am 15. November 1972 von Altenesch in Lemwerder geändert.

## Religion
53 % der Einwohner sind Lutheraner, 7 % Katholiken. Die Kirchengemeinden Altenesch/Lemwerder (St.-Gallus-Kirche, Kapelle am Deich) und Bardewisch (Heilig-Kreuz-Kirche) gehören zum Kirchenkreis Wesermarsch der Evangelisch-Lutherischen Kirche in Oldenburg. Die in den 1950er-Jahren gebaute katholische Heilig-Geist-Kirche gehört zum Dekanat Delmenhorst im Offizialatsbezirk Oldenburg des Bistums Münster. Außerdem gibt es eine Gemeinde der Neuapostolischen Kirche in Norddeutschland.

## Politik

### Gemeinderat
- SPD: 6
- FDP: 5
- CDU: 4
- Grüne: 3
- UWL: 2

Der Gemeinderat der Gemeinde Lemwerder besteht aus 20 Ratsfrauen und Ratsherren. Dies ist die festgelegte Anzahl für eine Gemeinde mit einer Einwohnerzahl zwischen 7001 und 8000 Einwohnern. Die 20 Ratsmitglieder werden durch eine Kommunalwahl für jeweils fünf Jahre gewählt. Die aktuelle Amtszeit begann am 1. November 2021 und endete am 31. Oktober 2026.
Stimmberechtigt im Gemeinderat ist außerdem der hauptamtliche Bürgermeister.
Die letzte Kommunalwahl vom 12. September 2021 ergab das folgende Ergebnis:
| Partei                | Anteilige Stimmen | Anzahl Sitze | Veränderung Sitze |
| --------------------- | ----------------- | ------------ | ----------------- |
| SPD                   | 31,28 %           | 6            | −1                |
| FDP                   | 22,95 %           | 5            | +2                |
| CDU                   | 21,48 %           | 4            | −1                |
| Bündnis 90/Die Grünen | 13,51 %           | 3            | +2                |
| UWL                   | 10,78 %           | 2            | −2                |

Die Wahlbeteiligung bei der Kommunalwahl 2021 lag mit 55,08 % leicht unter dem niedersächsischen Durchschnitt von 57,1 %.

### Bürgermeister
Der hauptamtliche Bürgermeister wird seit 2006 für acht Jahre gewählt. Hans-Joachim Beckmann (SPD) führte seit 2001 das Amt hauptamtlich, das er zuvor schon ehrenamtlich innehatte, und wurde 2006 bis zum Oktober 2014 wiedergewählt. Nach seinem Rücktritt im Jahr 2013 erfolgte die Neuwahl im Januar 2013. Es setzte sich Regina Neuke (Parteilos, unterstützt durch SPD) mit 63,7 Prozent der Stimmen durch. Seit April 2021 ist Christina Winkelmann (parteilos) im Amt. Sie wurde von der SPD und der CDU unterstützt, trat jedoch nicht als Kandidat einer Partei an. Sie erhielt 55,68 % der Stimmen und gewann damit direkt im ersten Wahlgang.

### Wappen
Das Wappen der Gemeinde ist geteilt. Im oberen weißen Feld ist ein sechsgriffiges grünes Steuerrad als Symbol für die Verbindung der Gemeinde mit Schifffahrt, Bootsbau und Weserstrom dargestellt. Das untere grüne Feld zeigt ein lebhaft schreitendes weißes Pferd als Symbol für die von jeher bedeutende Landwirtschaft in der Gemeinde Lemwerder. Die Farben der Gemeinde sind weiß und grün.
Das Pferd im Wappen steht für das Lieblingspferd „Kranich“ des Grafen Anton Günther von Oldenburg, der die Pferde um 1640 im Südzipfel der Gemeinde, dem ehemaligen Vorwerk Weyhausen, züchtete.

### Partnerschaft
- Seit dem 6. Januar 2001 besteht mit der Gemeinde Gerwisch aus dem Landkreis Jerichower Land in Sachsen-Anhalt eine Gemeindepartnerschaft.
- Lemwerder ist im Kommunalverbund Niedersachsen/Bremen vertreten.

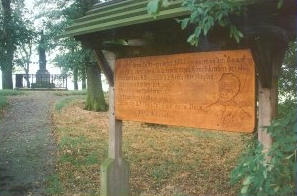
St.-Veit-Denkmal in Altenesch

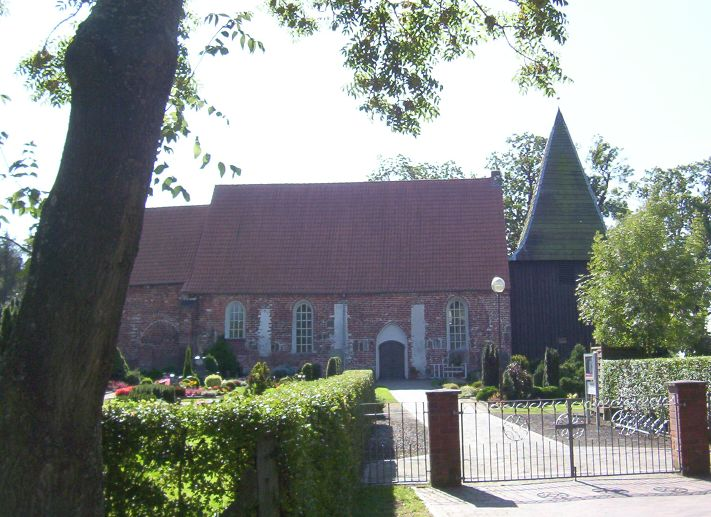
St.-Gallus-Kirche, Altenesch

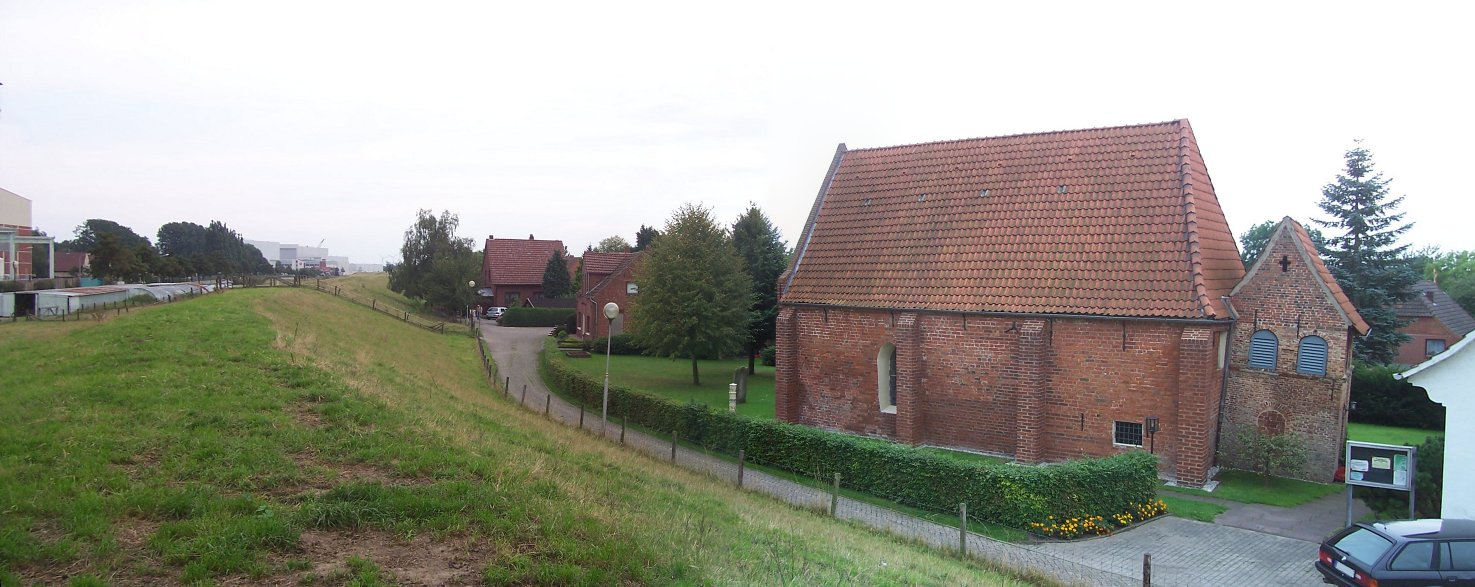
Kapelle am Deich

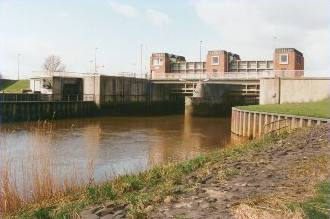
Ochtum-Sperrwerk

## Kultur und Sehenswürdigkeiten

### Kunst
- Die BEGU Lemwerder ist ein Kulturzentrum der Region. Wichtigste Schwerpunkte der BEGU sind das kulturpädagogisch geprägte Kursprogramm, Auftritte lokaler Künstlerinnen und Künstler, Gastspiele deutschlandweit bekannter Kleinkünstlerinnen und Kleinkünstler, das überregional bekannte Familienfest Drachen über Lemwerder sowie viele weitere Veranstaltungen.

- Die Weserside-Gallery hat im Juni 2018 mit über 200 lokale und internationale Künstler im Rahmen des Farbflut-Festivals fast 1000 Meter Spundwand mit moderner Kunst zur größten Freiluft-Galerie Europas umgestaltet. Startpunkt ist der Aussichtsturm in Lemwerder. Von dort folgt man dem Weserradweg.

### Musik
- Die Show- & Drumband Blue Eagles Lemwerder war ein örtliche Musikverein, der aus dem Spielmannszug der Freiwilligen Feuerwehr entstanden ist. Neben Auftritten im eigenen Ort vertraten sie den Namen der Gemeinde weit über die Grenzen der Region hinaus. Sie ist seit Jahren aufgelöst.
- Der Stedinger Shanty-Chor ist durch Live-Auftritte in der gesamten Bundesrepublik und beim Hafenkonzert von Radio Bremen weit über die Grenzen der Gemeinde Lemwerder bekannt geworden.

### Bauwerke

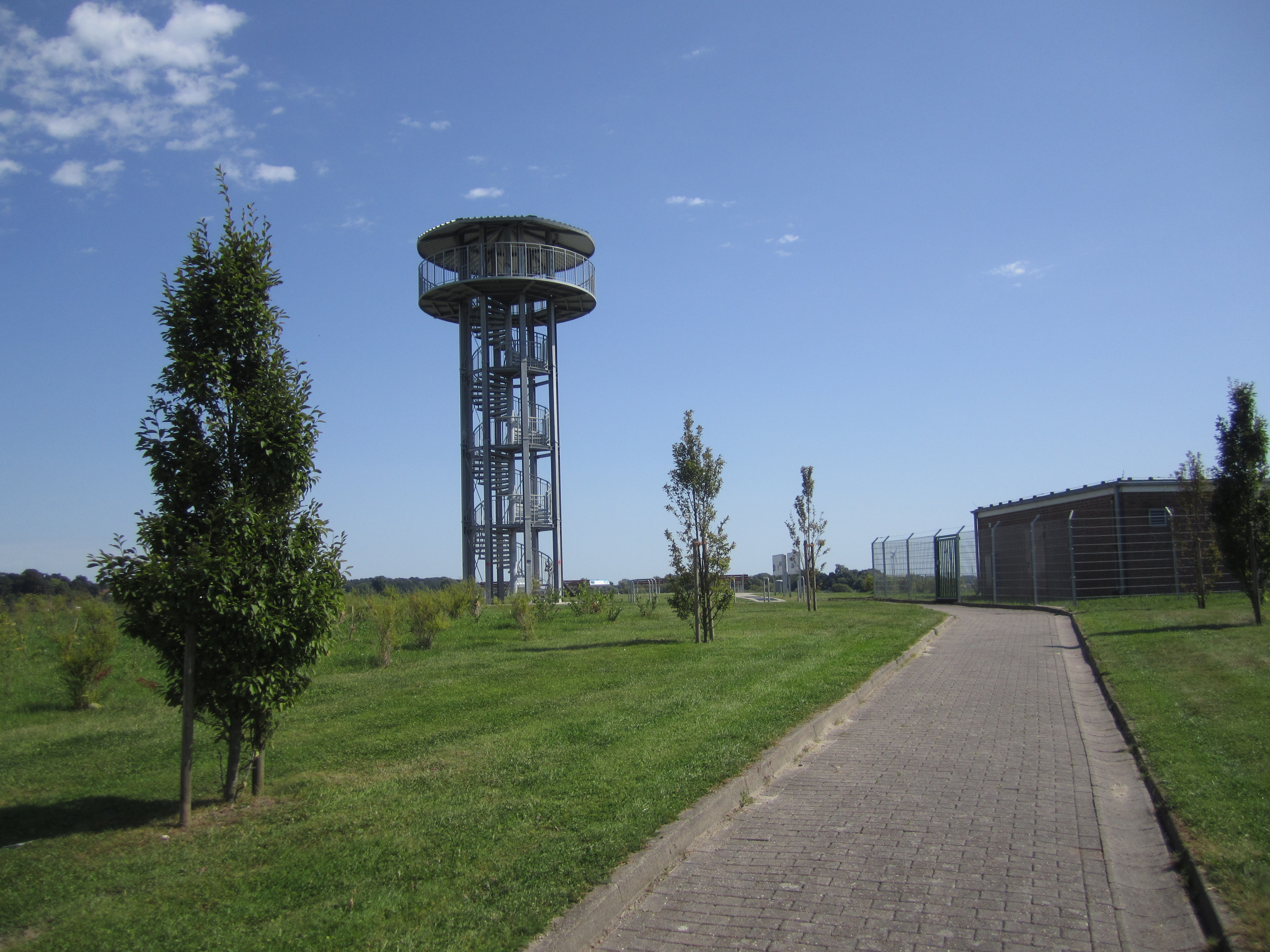
Aussichtsturm an der Weser

#### Lemwerder

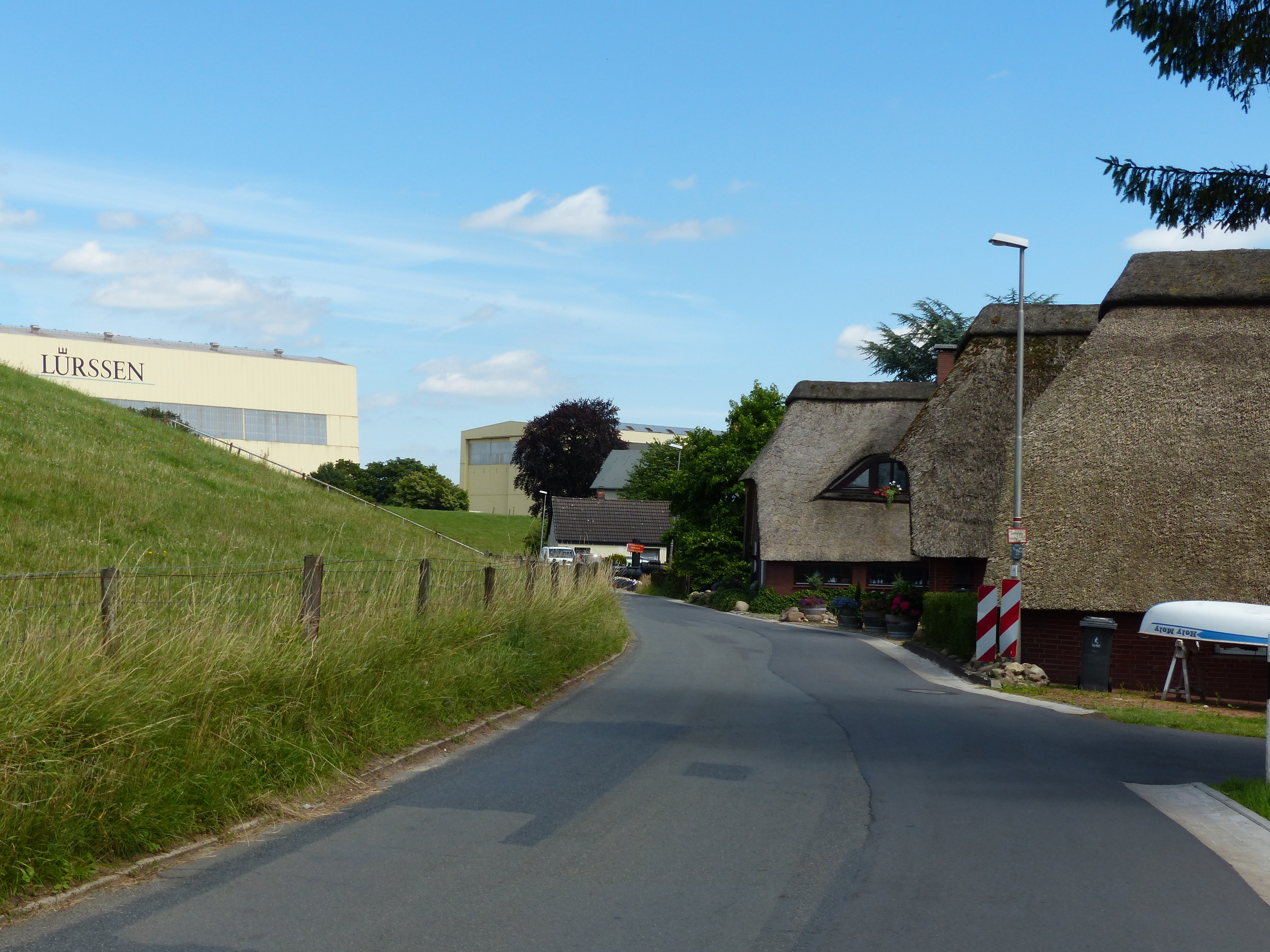
Schifferhäuser und eine Werfthalle von Lürssen

- Die Kapelle am Deich ist das älteste Gebäude in Lemwerder. Der einschiffige frühgotischer Backsteinbau wurde vermutlich um 1260 an der ehemals höchsten Stelle des Ortes errichtet, auf einer Wurt. Sie diente als Kapelle für die damals ortsansässigen Walfängerfamilien.
- Der Aussichtsturm Lemwerder (Lage) ist 15 m hoch und wurde 2009 errichtet. Er bietet einen Blick über die Weser nach Bremen-Vegesack, ins Werderland und auf Lemwerder.[8] Auf Infotafeln wird u. a. die Radarüberwachung und Lenkung des Schiffsverkehrs durch die Verkehrszentralen der Wasser- und Schifffahrtsverwaltung erläutert.
- Schifferhäuser in der Deichstraße und der Ritzenbütteler Straße

#### Altenesch

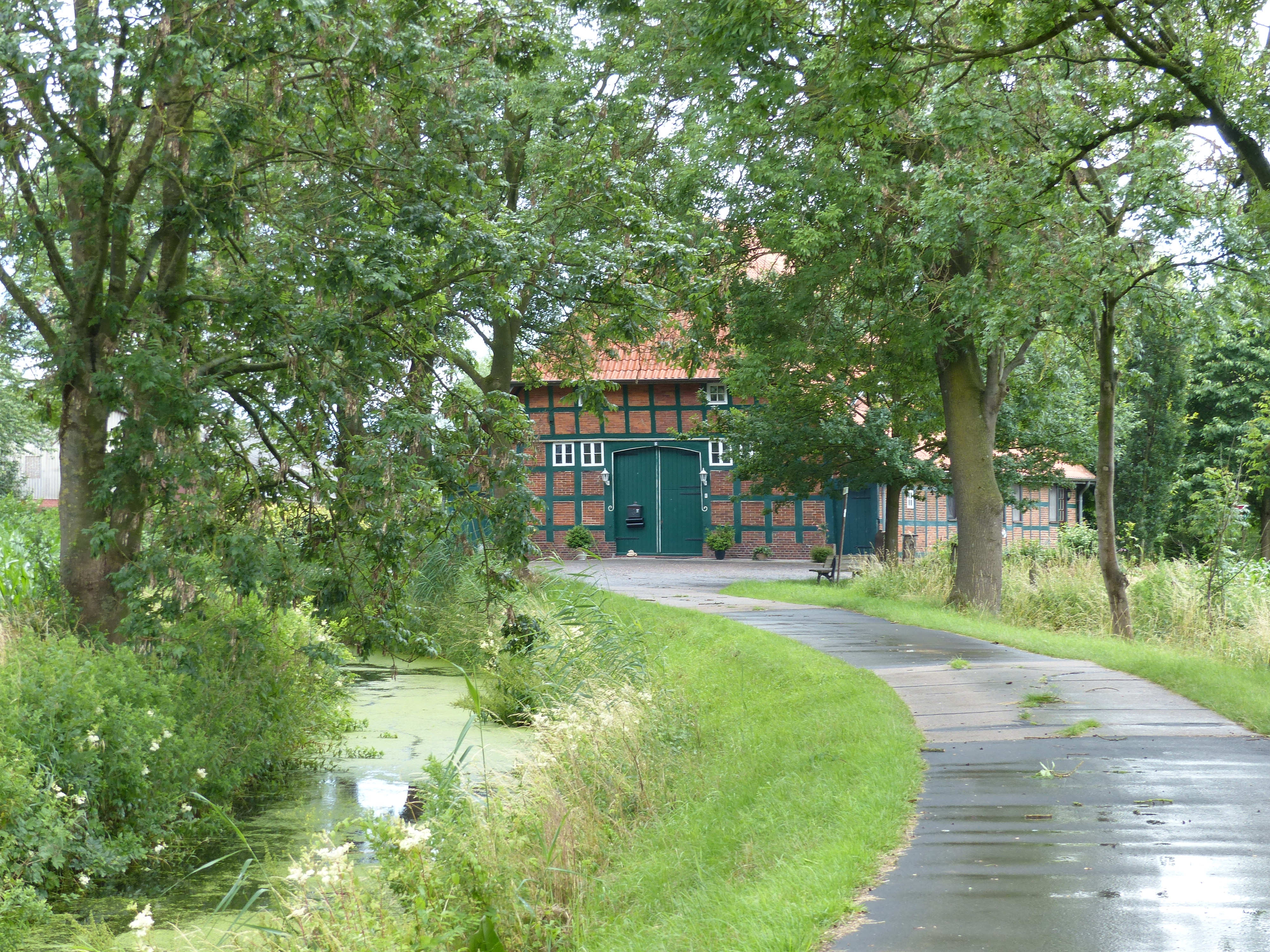
Bauernhof an der Ollen zwischen Altenesch-Süderbrook und Sannau

- Das St.-Veit-Denkmal in Altenesch erinnert an die entscheidende Schlacht bei Altenesch im so genannten Stedingerkrieg, bei der 1234 die Stedinger Bauern durch ein Heer des Bremer Erzbischofes und der Oldenburger Grafen vernichtend geschlagen wurden.
- Die St.-Gallus-Kirche in Altenesch-Süderbrook steht auf dem Schlachtfeld. Sehenswert sind die Kanzel von Ludwig Münstermann sowie die Orgel von Georg Wilhelm Wilhelmy.

#### Bardewisch
- Die evangelisch-lutherische Heilig-Kreuz-Kirche im Ortsteil Bardewisch ist eine gotische Hallenkirche aus dem 14. Jahrhundert. Sie hat ein Langhaus vom Typ des Westfälischen Quadrats, einen polygonalen Chor und einen gedrungenen Westturm.
- Die Ollen-Brücke im Ortsteil ist die wohl älteste noch erhaltene Brücke der Gemeinde. Ihre Erbauung reicht bis ins Mittelalter zurück. Die 1986 vollständig sanierte Brücke über die Ollen verbindet in Bardewisch die Lechterseite (zwischen Ollen und Weser) mit der Brookseite (zwischen Ollen und Huder Geest).

#### Schifffahrt und Wasserbau

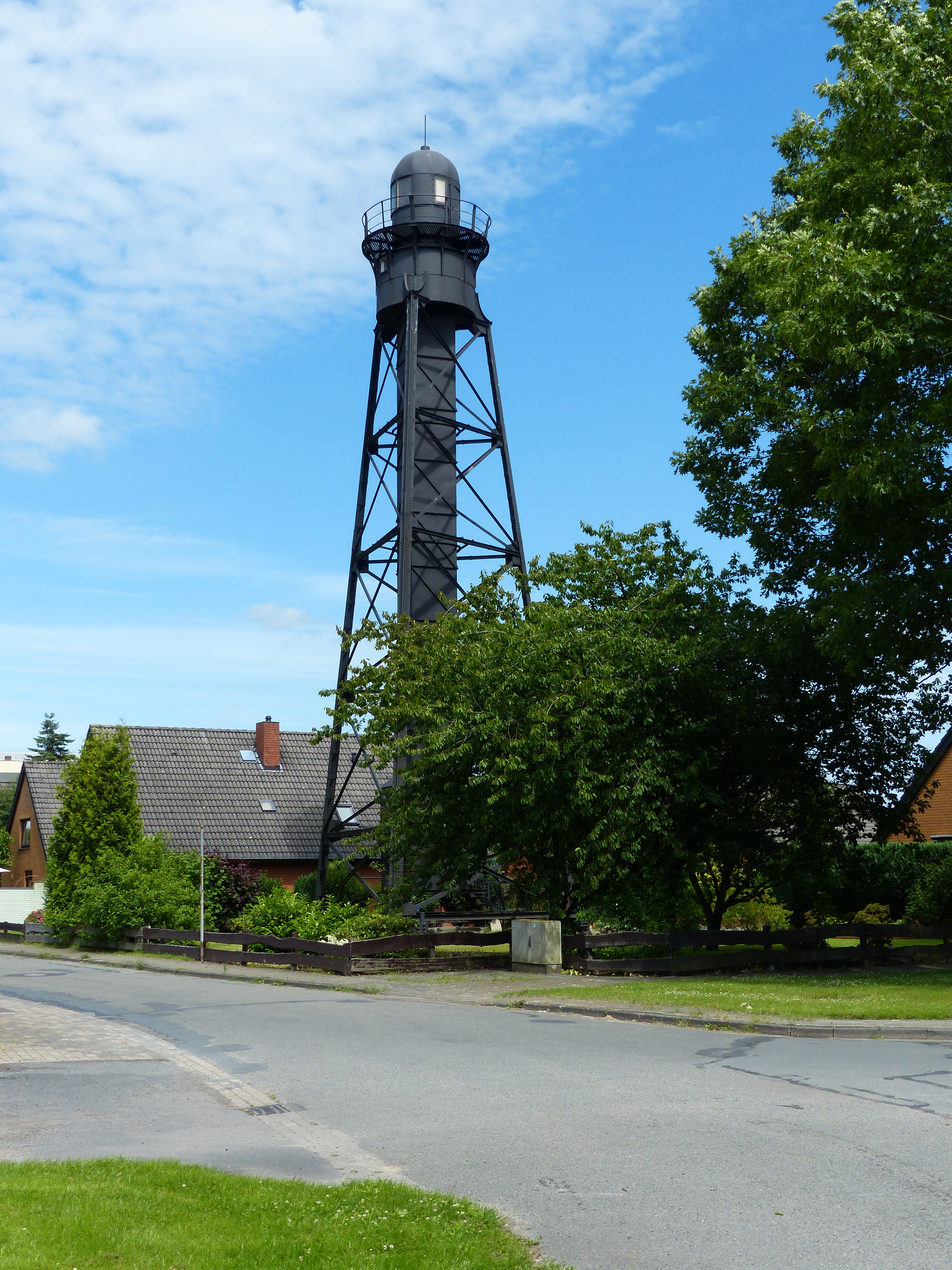
„Schwarzer Leuchtturm“ in der Lemwerder Friedhofsstraße

- Das Ochtumsperrwerk liegt an der Mündung der Ochtum in die Weser. Das in den 1970er Jahren gebaute Sturmflutsperrwerk dient dem Hochwasserschutz der westlich der Weser gelegenen Teile von Bremen sowie von Delmenhorst und Stuhr. Für den Bau wurde das Flussbett der Ochtum und deren Mündung in die Weser ein Stück nach Südosten verlegt. Das Sperrwerk verfügt über zwei Durchlässe, die bei Hochwasser durch Hubtore verschlossen werden können. Für die Passage von Booten verfügt das Sperrwerk über eine Schleuse.
- Der Schwarze Leuchtturm (nicht zu verwechseln mit dem gleichnamigen Industriedenkmal in Berne) steht hinter dem Weserdeich in einer Wohnstraße. Der 22,5 Meter hohe Turm wurde 1898 beim Bremer Vulkan gebaut und im April 1983 durch die neue Richtfeuerlinie Lemwerder ersetzt. Der schwarze, dreieckige Eisengitterturm mit verkleidetem Treppenhaus, Galerie und schwarzer Laterne wurde im Dezember 1986 von der Gemeinde Lemwerder übernommen. 1992 erfolgte die Restaurierung. Das dazugehörige Unterfeuer stand 640 Meter weiter entfernt und wurde inzwischen abgebaut. Die Aussichtsplattform ist für die Öffentlichkeit nicht zugänglich.

### Sport
- Der Sportverein Lemwerder (SVL) von 2000 ist mit rund 1300 Mitgliedern der größte Verein in Lemwerder. Er entstand aus dem Zusammenschluss der Vereine TV Altenesch (Turnen), Rot-Weiß Lemwerder (Fußball) und dem TC Lemwerder (Tennis). Das Sportangebot umfasst die Sparten Tai Chi, Badminton, Fußball, Handball, Leichtathletik, Schwimmen, Tanzen und Turnen/Gesundheitssport.[9]
- Der Lemwerder Turnverein von 1904 ist der älteste Sportverein. Er bietet die Sparten Ballsport, Fitness, Gymnastik & Turnen, Gesundheitssport sowie Schwimmsport. Die Faustball-Frauenmannschaft des Vereins spielt seit der Saison 2009 in der 2. Bundesliga.[10]
- Wassersportvereine: Weser Yacht Club, Segel-Club Ochtum, DJK Wasserwanderer Lemwerder und Wassersportverein Motzen
- Weitere Sportvereine: SG akquinet Lemwerder, VSK Bardewisch, Lemwerder Taekwon-Do Verein.

### Regelmäßige Veranstaltungen
- Drachenfest Lemwerder, seit 1991 am dritten Augustwochenende auf dem Ritzenbütteler Sand an der Weser stattfindendes Festival.[11]

## Wirtschaft und Infrastruktur

### Verkehr
Lemwerder liegt im Süden der Wesermarsch, links der Weser gegenüber von Bremen-Nord. Lemwerder ist mit dem KFZ oder öffentlichen Verkehrsmitteln in weniger als einer Stunde aus den drei umliegenden Großstädten Bremen, Oldenburg und Bremerhaven erreichbar.

#### Straßenverkehr
Die Gemeinde ist verkehrsmäßig direkt über die Landesstraßen L 885, L 875, die B 212, und weitergehend über die Bundesautobahnen A 28, A 29 und die A281 angebunden. Zwischen Bremen-Vegesack und Lemwerder besteht eine Autofährverbindung über die Weser mit zwei Fährschiffen. Innerhalb des Verkehrsverbundes Bremen-Niedersachsen (VBN) verkehren Linienbusse zwischen den einzelnen Ortsteilen Lemwerders sowie den Nachbarorten.

#### Schienenverkehr
Die Anbindung erfolgt mittelbar über die gut erreichbaren Bahnhöfe Bremen-Vegesack, Delmenhorst und Berne.
In Lemwerder endet eine nach Delmenhorst führende Bahnstrecke. Diese wurde am 1. November 1922 durch die Deutsche Reichsbahn in Betrieb genommen, der reguläre Personenverkehr am 27. März 1962 eingestellt. Zuletzt wurde die Strecke für Sonderfahrten der Delmenhorst-Harpstedter Eisenbahnfreunde in Anspruch genommen. Der Güterverkehr wurde von der Delmenhorst-Harpstedter Eisenbahn bedient. Aufgrund des schlechten Gleiszustandes wurde die Strecke zum Jahresende 2009 zwischen Lemwerder und dem Delmenhorster Ortsteil Hasbergen gesperrt. Der Rückbau der Gleise erfolgte Ende 2012.

#### Schiffsverkehr

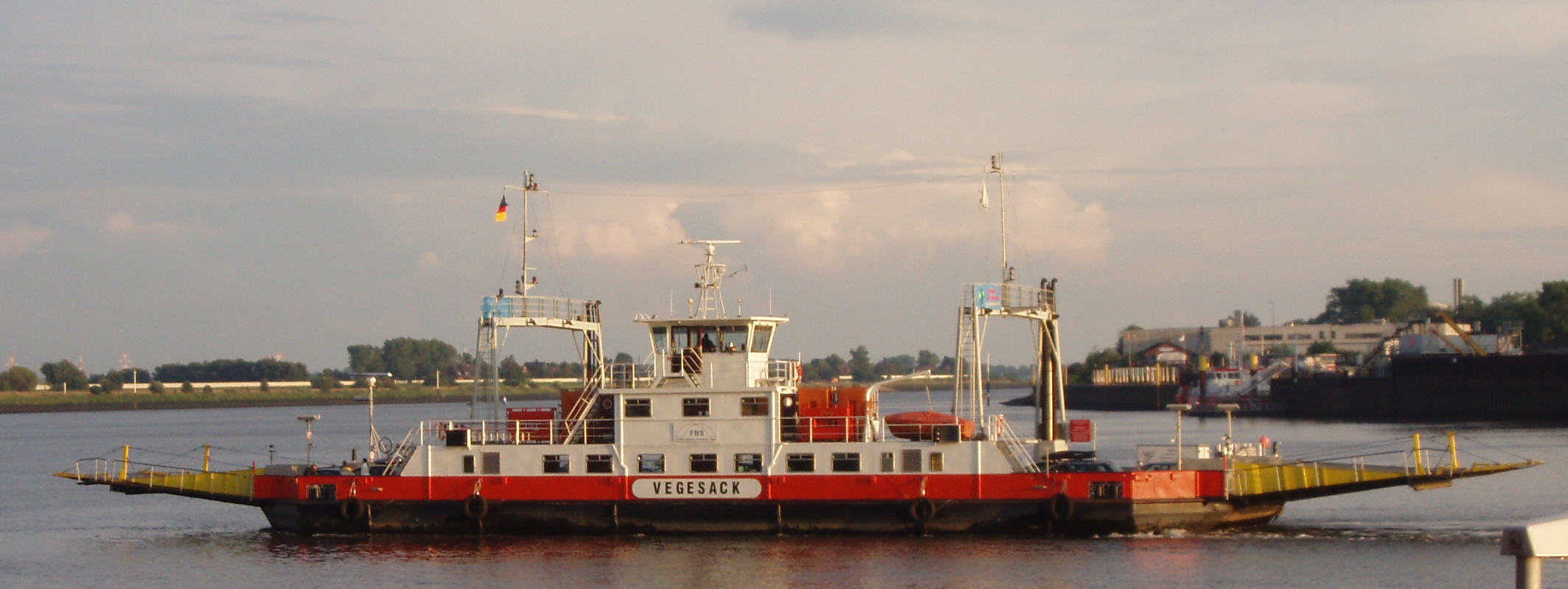
Fähre Vegesack

Zwischen dem niedersächsischen Lemwerder und dem gegenüberliegenden Bremer Stadtteil Vegesack besteht eine Fährverbindung mit zwei Fährschiffen der Fährgesellschaft Fähren Bremen–Stedingen. Zum Einsatz kommen die zwei großen Autofähren Lemwerder II und Vegesack, die die Strecke in der Hauptverkehrszeit im 10-Minuten-Takt bedienen.

#### Flugverkehr
Nach der Schließung der zu EADS gehörenden Aircraft Services Lemwerder Ende 2010 stellte der nichtöffentliche Flugplatz Lemwerder Ende 2011 seinen Betrieb ein.

#### Radfernwege

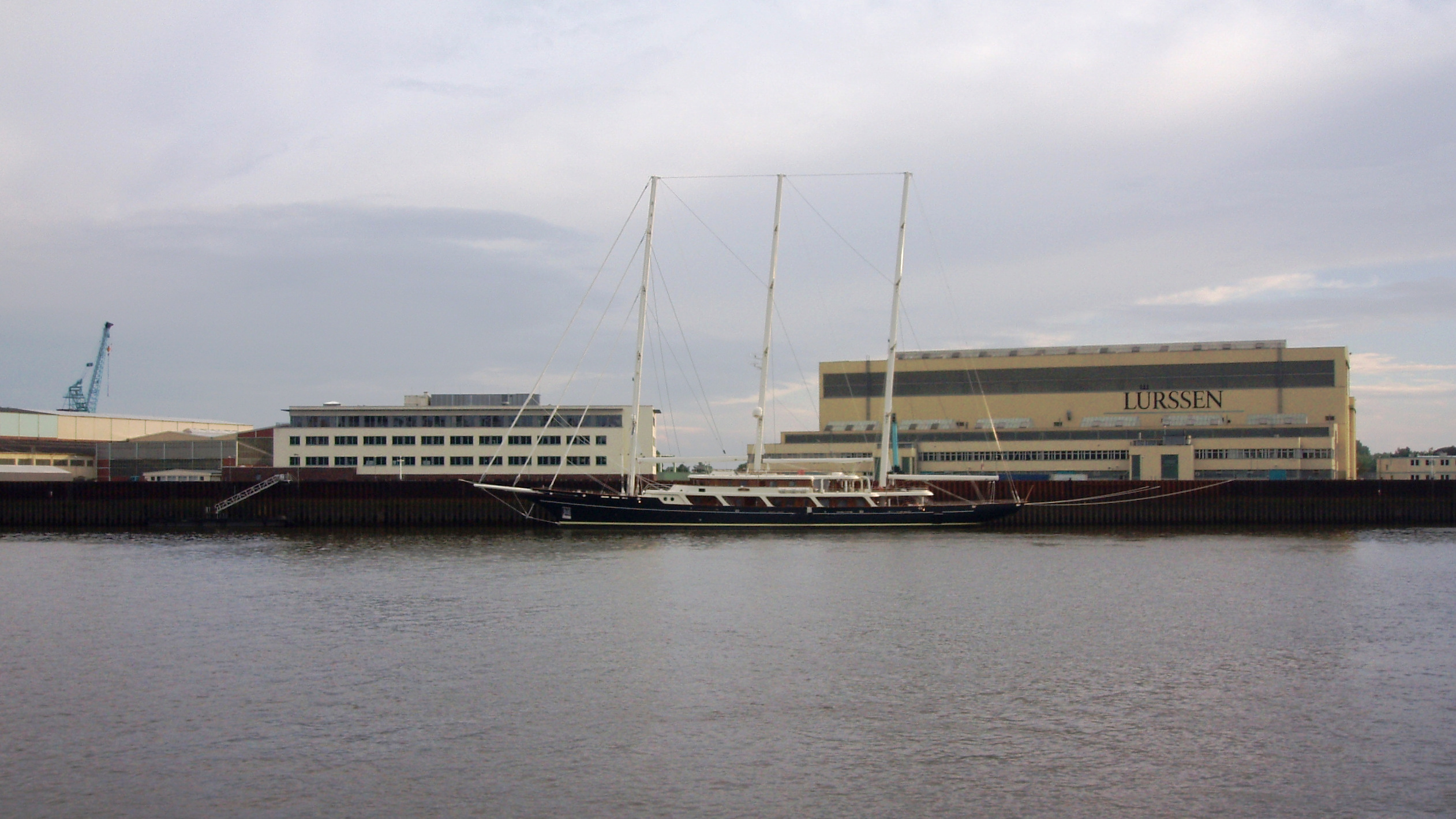
Die Lürssen Werft in Lemwerder

Durch das Gemeindegebiet führen zwei Radfernwege. Die Deutsche Sielroute ist ein Radfernweg durch den Landkreis Wesermarsch. Er besitzt eine Länge von 220 Kilometern und ist vor allem von der typischen Landschaft der Wesermarsch geprägt. Der Weserradweg ist ein 491 Kilometer langer Radfernweg von Hann. Münden bis Cuxhaven entlang der Weser.

### Ansässige Unternehmen
In Lemwerder haben ihren Sitz oder eine bedeutende Niederlassung:
- Abeking & Rasmussen, eine Werft
- Procedes Chenel Beilken digital printing
- Lürssen Werft

Ehemalige Unternehmen
- Aircraft Services Lemwerder (ASL) im EADS-Konzern (Montage von Strukturbauteilen, Ersatzteilefertigung, Reparatur und Wartung)

### Medien
Die Gemeinde liegt im Einzugsbereich der Tageszeitungen wie die Nordwest-Zeitung mit ihrem Lokalteil Wesermarsch-Zeitung, der Weser-Kurier mit seiner Regionalausgabe Die Norddeutsche und die Kreiszeitung Wesermarsch. Der regionale Radiosender Radio 90vier ist über UKW und DAB+ zu empfangen. Zudem sendet streamt die BEGU Lemwerder über ihr Projekt BEGU TV Kulturveranstaltungen und Showformate.

### Öffentliche Einrichtungen
Die BEGU-lemwerder der Gemeinde ist eine 1984 entstandene Begegnungsstätte aus dem Hof, der von 1996 bis 2001 aus- und umgebaut wurde. sie verfügt über einen Veranstaltungssaal, Gruppenräume, Café und Garten für Open-Air-Veranstaltungen. Neben dem kulturpädagogischen Kursangebot werden auch Gastspiele überregional bekannter Künstler angeboten.
Die Gemeindebücherei hat einen Bestand von 8500 Medien.

### Bildung
- Die Verlässliche Grundschule
- Das Gymnasium Lemwerder des Landkreises Wesermarsch
- Die Eschhofschule Lemwerder des Landkreises Wesermarsch (seit 2010 Oberschule); als Ganztagsschule geführte Haupt- und Realschule.[15]

## Persönlichkeiten

### Söhne und Töchter der Gemeinde
- Otto Ehlers (1855–1917), Jurist, Syndikus, Politiker und Mitglied der Preußischen Abgeordnetenhauses
- Friedrich Lürßen (1851–1916), Schiffbauer und Förderer des Wassersports sowie von Bootsrennen, Gründer der heutigen Lürssen-Werft
- Carl Röver (1889–1942), NSDAP-Reichsstatthalter in Oldenburg/Bremen
- Hermann Borrmann (1911–1998), Stadtarchivar, Heimatforscher, Autor und Lehrer
- Ria Neumann (* 1941), Autorin